# (6562) Takoyaki
(6562) Takoyaki est un astéroïde de la ceinture principale.

## Description
(6562) Takoyaki est un astéroïde de la ceinture principale. Il fut découvert le 9 novembre 1991 à Kitami par Masayuki Yanai et Kazuro Watanabe. Il présente une orbite caractérisée par un demi-grand axe de 2,26 UA, une excentricité de 0,23 et une inclinaison de 5,2° par rapport à l'écliptique.

## Compléments